# Time Enough for Love
Time Enough for Love (sous titre : The lives of Lazarus Long) est un roman, ou plus précisément une anatomie, de Robert A. Heinlein publié en 1973, et le point de départ de son cycle du Monde comme mythe.

## Intrigue et résumé
Année 4272 de la vieille Terre. Lazarus Long, l'homme le plus vieux de l'humanité, doyen des familles Howard, est retrouvé mourant dans un bouge de la Nouvelle Rome, sur Secondus.
Ira Weatheral, président provisoire des Familles et descendant de Lazarus Long, va passer avec celui-ci un contrat.
Lazarus, tel la princesse Shéhérazade du livre des Mille et Une Nuits racontera quelques-unes des histoires de sa très longue vie à l'ordinateur conscient de Secondus, Minerva, et en échange Ira et ses proches tenteront de lui redonner le goût de la vie.

## Thèmes
La vie a perdu tout attrait pour Lazarus Long, l'homme le plus vieux de l'Univers. Il se laisse mourir, tandis que ses nombreux descendants font tout pour lui redonner le goût de vivre.
Ces prémisses servent de prétexte à Heinlein pour raconter de nombreux épisodes de la vie aventureuse de Lazarus Long, tout à tour pionnier sur une planète extra-terrestre, soldat paresseux promis aux plus hautes destinées, "poilu" dans la guerre de 14-18, maître d'un couple d'esclaves à qui il enseigne à devenir des hommes...
Ce copieux et jouissif roman est l'occasion de développer la vision du monde de Lazarus Long, marquée par un solide bon sens pratique, un rejet en bloc de la morale dominante, une bonne dose d'optimisme, de mauvaise foi et d'humour potache.
Largement inspiré par la psychanalyse (et en particulier le "cas Dora"), l'ouvrage comprend en outre de nombreux éléments autobiographiques.
L'amour est un des thèmes centraux du livre. Lazarus le sépare entre agape (l'amour spirituel) et eros (sa réalisation physique). Dans plusieurs épisodes, le héros ne voit pas d'inconvénient à commettre l'inceste. Dès lors que la technologie aura supprimé le danger de dégénérescence de la descendance, il ne voit aucune raison pour que cet interdit moral soit conservé.
Bien qu'il constitue l'une des pièces maîtresses de l'œuvre tardive de Robert Heinlein, cet ouvrage reste inédit en Français.

## Présentation par l'auteur
Brève, elle est placée avant l'introduction et peut être traduite intégralement :
« Vies de l'Aîné des familles Howard (Woodrow Wiston Smith ; Ernest Gibbons ; Captain Aaron Sheffield ; Lazarus Long ; "Happy" Daze ; Sa Sérénité Séraphin le Jeune ; Grand Prêtre Suprême du Dieu Unique dans tous ses Aspects et Arbitre du Dessous et du Dessus ; Proscrit N° 83M2742 ; Juge Lenox ; Caporal Ted Bronson ; Dr Lafe Hubert et autres), membre le plus vieux de la race humaine. Ce compte-rendu est fondé principalement sur les propres paroles de l'Aîné telles qu'elles ont été recueillies en maintes occasions et en particulier dans la clinique de Jouvence Howard et dans le Palais du Gouvernement de Secondus en l'année 2053 de la Grande Diaspora (année 4272 du calendrier grégorien de la Vieille Planète Mère Terra) – et complétées par des lettres, des témoignages de première main, le tout arrangé, collecté, condensé et (quand c'était possible) accordé avec les archives officielles et les travaux historiques des contemporains, sous la supervision des Associés de la Fondation Howard et la réalisation de l'Archiviste Émérite. Le résultat est d'un intérêt historique unique, malgré la décision de l'Archiviste de laisser un certain nombre de contre-vérités flagrantes, d'auto justifications et d'anecdotes amorales ne convenant guère à un jeune public. »

## Structure de l'ouvrage
L'ouvrage a une structure inspirée d'une pièce de musique : introduction, prélude, contrepoints et variations sur des thèmes, entractes, et enfin da capo et enfin codas. Certaines de ces parties sont accompagnées de partitions.
- Introduction
- Prélude
- Contrepoint
- Variations sur un thème
  - Affaire d'État
  - L'histoire de l'homme qui était trop paresseux pour échouer
  - Problèmes domestiques
- Contrepoint
- Variations sur un thème
  - L'Amour
- Contrepoint
- Variations sur un thème
  - Des voix dans l'obscurité
  - L'histoire des jumeaux qui n'en étaient pas
  - De Valhalla à Landfall
  - Landfall
  - Conversation avant l'aurore
  - Possibilités
- Entracte
  - Extraits du carnet de note de Lazarus Long
- Variations sur un thème
  - L'histoire de la fille adoptée
  - L'histoire de la fille adoptée, suite et fin
- Second entracte
  - D'autres extraits du carnet de notes de Lazarus Long
- Variations sur un thème
  - Boondock
  - Bacchanale
  - Agapē
  - Éros
  - Narcisse
- Da capo
  - Les Vertes Collines
  - Fin d'une Ère
  - Maureen
  - Le Foyer
- Coda